# Manitou Springs
Manitou Springs è un centro abitato (city) degli Stati Uniti d'America, situato nella contea di El Paso dello Stato del Colorado. Nel censimento del 2000 la popolazione era di 4.980 abitanti.

## Geografia fisica
Secondo i rilevamenti dell'United States Census Bureau, Manitou Springs si estende su una superficie di 7,8 km².